# Lunar Orbiter 1
Lunar Orbiter 1 – pierwsza z bezzałogowych sond programu Lunar Orbiter. Został zaprojektowany przede wszystkim do sprawnego fotografowania powierzchni Księżyca oraz ustalenia odpowiedniego i bezpiecznego miejsca na lądowania załogowych misji z programu Apollo. Był także przystosowany do pomiarów natężenia promieniowania kosmicznego.

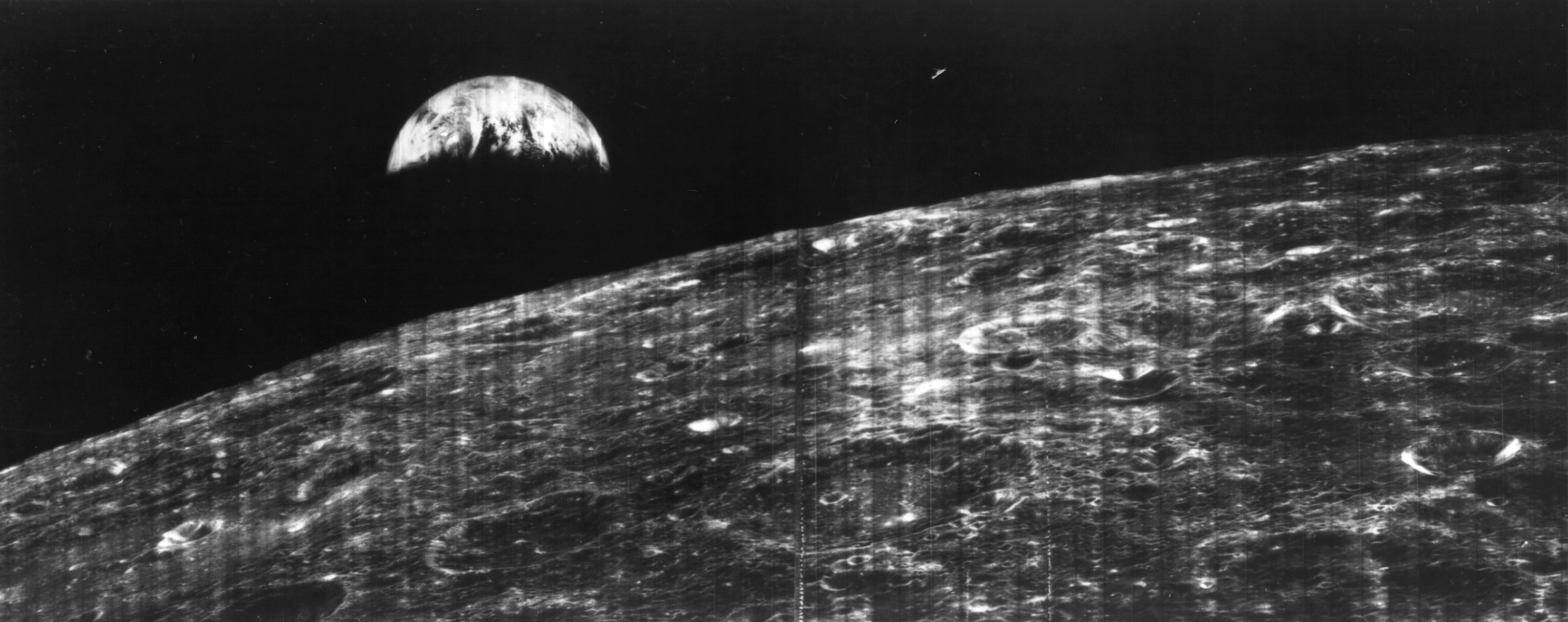
Pierwsze zdjęcie Ziemi wykonane z odległości Księżyca (fotografia Lunar Orbiter 1)

Satelita został wystrzelony 10 sierpnia 1966 o godzinie 19:26. Próbnik 14 sierpnia 1966 po przeprowadzeniu korekty trajektorii lotu wszedł na orbitę okołoksiężycową o wys. 188/1863 km, okresie orbitalnym 217,2 min oraz inklinacji 12,2° (później 40/1812 km, 208 min). Dopiero podczas 26 okrążenia (18 sierpnia) Lunar Orbiter rozpoczął przekazywanie zdjęć na Ziemię. 30 sierpnia 1966 r. przekazywanie zdjęć zakończyło się.
W sumie wykonano 42 fotografie wysokiej i 187 średniej rozdzielczości, obejmujących ok. 5 milionów kilometrów kwadratowych powierzchni Księżyca. Większość danych była zbierana w celu przygotowania następnych misji.
Orbita sondy była śledzona aż do chwili, gdy po jego 577-tej orbicie na przewidziane polecenie 29 października 1966 r. uderzyła w powierzchnię o współrzędnych 7°N 161°E, a więc na wschód od Morza Moskiewskiego (po niewidocznej z Ziemi stronie Księżyca).